# Biển Lazarev

Tên biển Lazarev được đề xuất là một phần của Nam Đại Dương

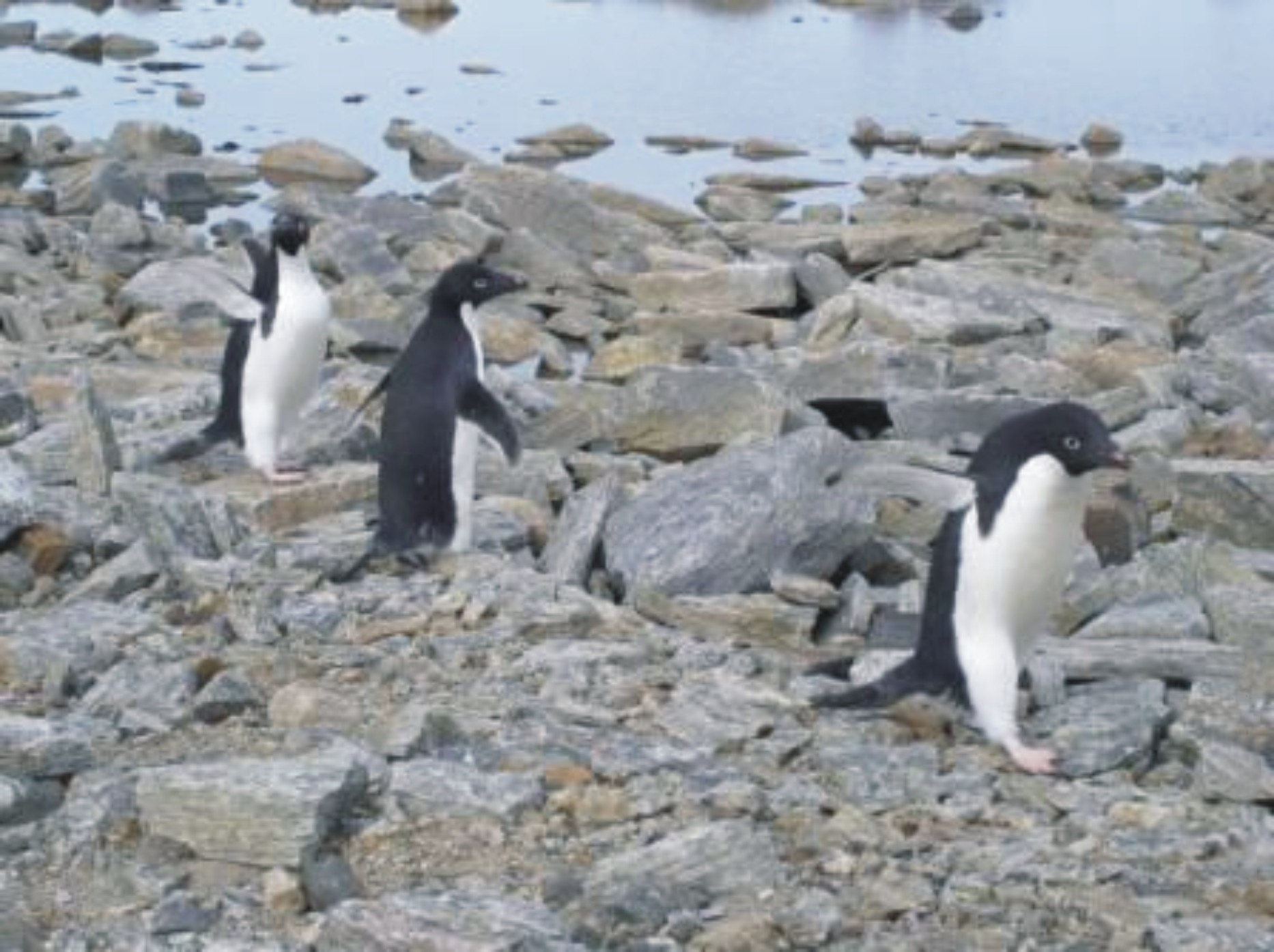
Các con chim cánh cụt Adélie gần Trạm Novolazarevskaya

Biển Lazarev (tiếng Nga: Море Лазарева, More Lazareva) là một tên đề xuất cho một biển ven ở Nam Đại Dương. Ranh giới biển xác định được từ hai đề xuất trong một bản nháp của Tổ chức Thủy văn Quốc tế (IHO) năm 2002, giáp biển King Haakon VII về phía tây và biển Riiser-Larsen về phía đông, hay nằm giữa kinh tuyến gốc 0° và 14°E.  Biển kéo dài trên một khu vực có diện tích khoảng 929.000 km2 (359.000 dặm vuông Anh).